# Tetiańce
Tetiańce (lit. Tetėnai) − wieś na Litwie, w rejonie solecznickim, 5 km na północny zachód od Podborza, zamieszkana przez 381 ludzi. Przed II wojną światową w Polsce, w powiecie lidzkim województwa nowogródzkiego.